# Johnny Servoz-Gavin
Georges-Francis „Johnny“ Servoz-Gavin (* 18. Januar 1942 in Grenoble; † 29. Mai 2006 ebenda) war ein französischer Automobilrennfahrer.

## Karriere
Johnny Servoz-Gavin wurde nach ersten Erfolgen, die er in den 1960er-Jahren mit einem privaten Brabham in der Formel 3 erzielt hatte, 1966 in das Werksteam von Matra Automobile aufgenommen, das Matra nach der Übernahme des Autoherstellers René Bonnet aufbaute. Er fuhr zunächst mit mäßigem Erfolg in der Formel 2, konnte aber 1967 beim Großen Preis von Monaco seinen ersten Formel-1-Start verbuchen und 1968 beim Grand Prix von Italien mit dem zweiten Rang sein bestes Resultat erkämpfen. Ebenfalls 1968 hatte er, als Ersatzfahrer für den verletzten Jackie Stewart, beim Monaco-Grand-Prix in Führung gelegen – bis er eine Leitschiene touchierte.
1969 gewann er auf einem Matra MS7 die Formel-2-Europameisterschaft und war auch Fahrer des neuen allradgetriebenen Formel-1-Rennwagens Matra MS84, mit dem er beim Großen Preis von Kanada einen Punkt für den sechsten Platz einfuhr; der einzige WM-Punkt übrigens, der jemals mit einem Allrad-Formel-1-Boliden erzielt wurde. 1970 wurde er bei Tyrrell Teamkollege von Jackie Stewart, beide fuhren auf March 701-Cosworth.
Nach einem Freizeit-Unfall in einem offenen Geländewagen (im Winter 1969/1970), bei dem er sich eine Augenverletzung durch einen tiefhängenden Ast zugezogen hatte, die auch später noch seine Sicht einschränkte, und dadurch einsetzende Misserfolge, beendete er Mitte 1970 überraschend und relativ früh seine Rennfahrerkarriere, weil er sich nun häufig unsicher fühlte.
Später lebte Servoz-Gavin jahrelang auf einem Boot und holte sich dort 1982 bei einer Gasexplosion schwere Verbrennungen. Bei der folgenden Operation hatte er dem Vernehmen nach gleich drei Herzstillstände, konnte aber trotzdem von den Ärzten gerettet werden.
Er starb am 29. Mai 2006 im Alter von 64 Jahren an einer Lungenembolie.

## Statistik

### Statistik in der Automobil-Weltmeisterschaft

#### Einzelergebnisse
| Saison | 1   | 2   | 3 | 4 | 5   | 6   | 7 | 8 | 9   | 10 | 11  | 12 | 13 |
| ------ | --- | --- | - | - | --- | --- | - | - | --- | -- | --- | -- | -- |
| 1967   |     |     |   |   |     |     |   |   |     |    |     |    |    |
|        | DNF |     |   |   |     |     |   |   |     |    |     |    |    |
| 1968   |     |     |   |   |     |     |   |   |     |    |     |    |    |
|        |     | DNF |   |   | DNF |     |   | 2 | DNF |    | DNF |    |    |
| 1969   |     |     |   |   |     |     |   |   |     |    |     |    |    |
|        |     |     |   |   |     | DNF |   | 6 | NC  | 8  |     |    |    |
| 1970   |     |     |   |   |     |     |   |   |     |    |     |    |    |
| DNF    | 5   | DNQ |   |   |     |     |   |   |     |    |     |    |    |

| Legende  | Legende            | Legende                                                          |
| Farbe    | Abkürzung          | Bedeutung                                                        |
| -------- | ------------------ | ---------------------------------------------------------------- |
| Gold     | –                  | Sieg                                                             |
| Silber   | –                  | 2. Platz                                                         |
| Bronze   | –                  | 3. Platz                                                         |
| Grün     | –                  | Platzierung in den Punkten                                       |
| Blau     | –                  | Klassifiziert außerhalb der Punkteränge                          |
| Violett  | DNF                | Rennen nicht beendet (did not finish)                            |
| Violett  | NC                 | nicht klassifiziert (not classified)                             |
| Rot      | DNQ                | nicht qualifiziert (did not qualify)                             |
| Rot      | DNPQ               | in Vorqualifikation gescheitert (did not pre-qualify)            |
| Schwarz  | DSQ                | disqualifiziert (disqualified)                                   |
| Weiß     | DNS                | nicht am Start (did not start)                                   |
| Weiß     | WD                 | zurückgezogen (withdrawn)                                        |
| Hellblau | PO                 | nur am Training teilgenommen (practiced only)                    |
| Hellblau | TD                 | Freitags-Testfahrer (test driver)                                |
| ohne     | DNP                | nicht am Training teilgenommen (did not practice)                |
| ohne     | INJ                | verletzt oder krank (injured)                                    |
| ohne     | EX                 | ausgeschlossen (excluded)                                        |
| ohne     | DNA                | nicht erschienen (did not arrive)                                |
| ohne     | C                  | Rennen abgesagt (cancelled)                                      |
| ohne     | keine WM-Teilnahme |                                                                  |
| sonstige | P/fett             | Pole-Position                                                    |
| sonstige | 1/2/3/4/5/6/7/8    | Punktplatzierung im Sprint-/Qualifikationsrennen                 |
| sonstige | SR/kursiv          | Schnellste Rennrunde                                             |
| sonstige | *                  | nicht im Ziel, aufgrund der zurückgelegten Distanz aber gewertet |
| sonstige | ()                 | Streichresultate                                                 |
| sonstige | unterstrichen      | Führender in der Gesamtwertung                                   |

### Le-Mans-Ergebnisse
| Jahr | Team                | Fahrzeug        | Teamkollege          | Platzierung | Ausfallgrund    |
| ---- | ------------------- | --------------- | -------------------- | ----------- | --------------- |
| 1966 | Matra Sports SARL   | Matra MS620     | Jean-Pierre Beltoise | Ausfall     | Getriebeschaden |
| 1967 | Equipe Matra Sports | Matra MS630     | Jean-Pierre Beltoise | Ausfall     | Ölpumpe         |
| 1968 | Equipe Matra Sports | Matra MS630     | Henri Pescarolo      | Ausfall     | Unfall          |
| 1969 | Equipe Matra Elf    | Matra MS630/650 | Herbert Müller       | Ausfall     | Elektrik        |

### Sebring-Ergebnisse
| Jahr | Team             | Fahrzeug          | Teamkollege     | Platzierung | Ausfallgrund |
| ---- | ---------------- | ----------------- | --------------- | ----------- | ------------ |
| 1970 | Equipe Matra-Elf | Matra-Simca MS650 | Henri Pescarolo | Rang 5      |              |

### Einzelergebnisse in der Sportwagen-Weltmeisterschaft
| Saison | Team  | Rennwagen               | 1   | 2   | 3   | 4   | 5   | 6   | 7   | 8   | 9   | 10  | 11  | 12  | 13  | 14  |
| ------ | ----- | ----------------------- | --- | --- | --- | --- | --- | --- | --- | --- | --- | --- | --- | --- | --- | --- |
| 1966   | Matra | Matra MS620             | DAY | SEB | MON | TAR | SPA | NÜR | LEM | MUG | CCE | HOK | SIM | NÜR | ZEL |     |
| 1966   | Matra | Matra MS620             |     |     | DNF |     | DNF |     | DNF |     |     |     |     |     |     |     |
| 1967   | Matra | Matra MS630             | DAY | SEB | MON | SPA | TAR | NÜR | LEM | HOK | MUG | BRH | CCE | ZEL | OVI | NÜR |
| 1967   | Matra | Matra MS630             |     |     |     | DNF |     |     |     |     |     |     |     |     |     |     |
| 1968   | Matra | Matra MS630             | DAY | SEB | BRH | MON | TAR | NÜR | SPA | WAT | ZEL | LEM |     |     |     |     |
| 1968   | Matra | Matra MS630             |     |     |     |     |     |     | DNF |     |     |     |     |     |     |     |
| 1969   | Matra | Matra MS650 Matra MS630 | DAY | SEB | BRH | MON | TAR | SPA | NÜR | LEM | WAT | ZEL |     |     |     |     |
| 1969   | Matra | Matra MS650 Matra MS630 |     |     |     | DNF |     |     |     | DNF | 4   | DNF |     |     |     |     |
| 1970   | Matra | Matra MS650             | DAY | SEB | BRH | MON | TAR | SPA | NÜR | LEM | WAT | ZEL |     |     |     |     |
| 1970   | Matra | Matra MS650             |     | 5   | DNF | 6   |     |     |     |     |     |     |     |     |     |     |

## Autobiografie
- Mes Excès de Vitesse von Johnny Servoz-Gavin